# Lodovico Zanini
Lodovico Zanini detto Vico (San Daniele del Friuli, 26 agosto 1883 – Udine, 2 febbraio 1975) è stato uno scrittore italiano.
Friulano, migrante, insegnante, appassionato cultore dell'arte musiva, fu tra i promotori e soci fondatori dell’Ente Friuli nel Mondo. Zanini è ricordato per avere contribuito alla cultura e alla storiografia dell'emigrazione friulana in particolare con l'opera del 1937 Friuli Migrante, ripubblicata nel 1964 a cura dell’Ente Friuli nel Mondo stesso.

## Biografia
Lodovico detto Vico Zanini nasce a Villanova di San Daniele del Friuli nel 1883 da una famiglia di umili origini.

Emigrante fornaciaio in Baviera, grazie ed una borsa di studio, conseguì alla Scuola Normale di Sacile il diploma di maestro.
Con tenacia e impegno, mentre narrava delle vicissitudini di migrazione stagionale dei suoi conterranei (la sua opera Friuli migrante vide la luce nel 1937), divenne prima direttore didattico e quindi provveditore agli studi reggente incaricato ad Udine (tre mesi) nell'immediato dopoguerra(1945). 
Fu tra i cofondatori con Chino Ermacora e Ottavio Valerio dell'Ente Friuli nel Mondo.
In qualità di delegato per il Friuli della Società Umanitaria di Milano, si fece promotore dell'istituzione di una scuola per mosaicisti a Spilimbergo, idea concretizzata nel 1922. Ancora oggi un'aula della Scuola Mosaicisti del Friuli porta il suo nome in qualità di fondatore.
Gli fu attribuito il Premio Epifania nel 1961.

## Opere
- Friuli Migrante, Udine, Doretti, 1964.
- La casa e la vita in Carnia, Udine, Editrice Arti Grafiche Friulane, 1968.